# العصر الحجري القديم
العصر الحجري القديم أو الباليوثي (Palaeolithic) هو أقدم العصور الحجرية وأطولها. بدأ في العالم (أفريقيا) منذ حوالي 3.3 مليون سنة خلت، وانتهى في حدود 12 ألف سنة مضت في عصر بليستوسين)(Pleistocene). ينقسم العصر الحجري القديم إلى ثلاثة أطوار: «حقبة العصر الحجري القديم المبكر» و«حقبة العصر الحجري القديم الأوسط» و «حقبة العصر الحجري القديم المتأخر». وهذه الأطوار قُسّمت حسب دقة صناعة الأدوات الحجرية التي يعثر عليها في مختلف مناطق العالم وكان الإنسان الأول يقوم بصناعتها واستخدامها. كما تستخدم طرق تعيين عمر طبقات الأرض والمعثورات الأخرى لتعيين عمرها.

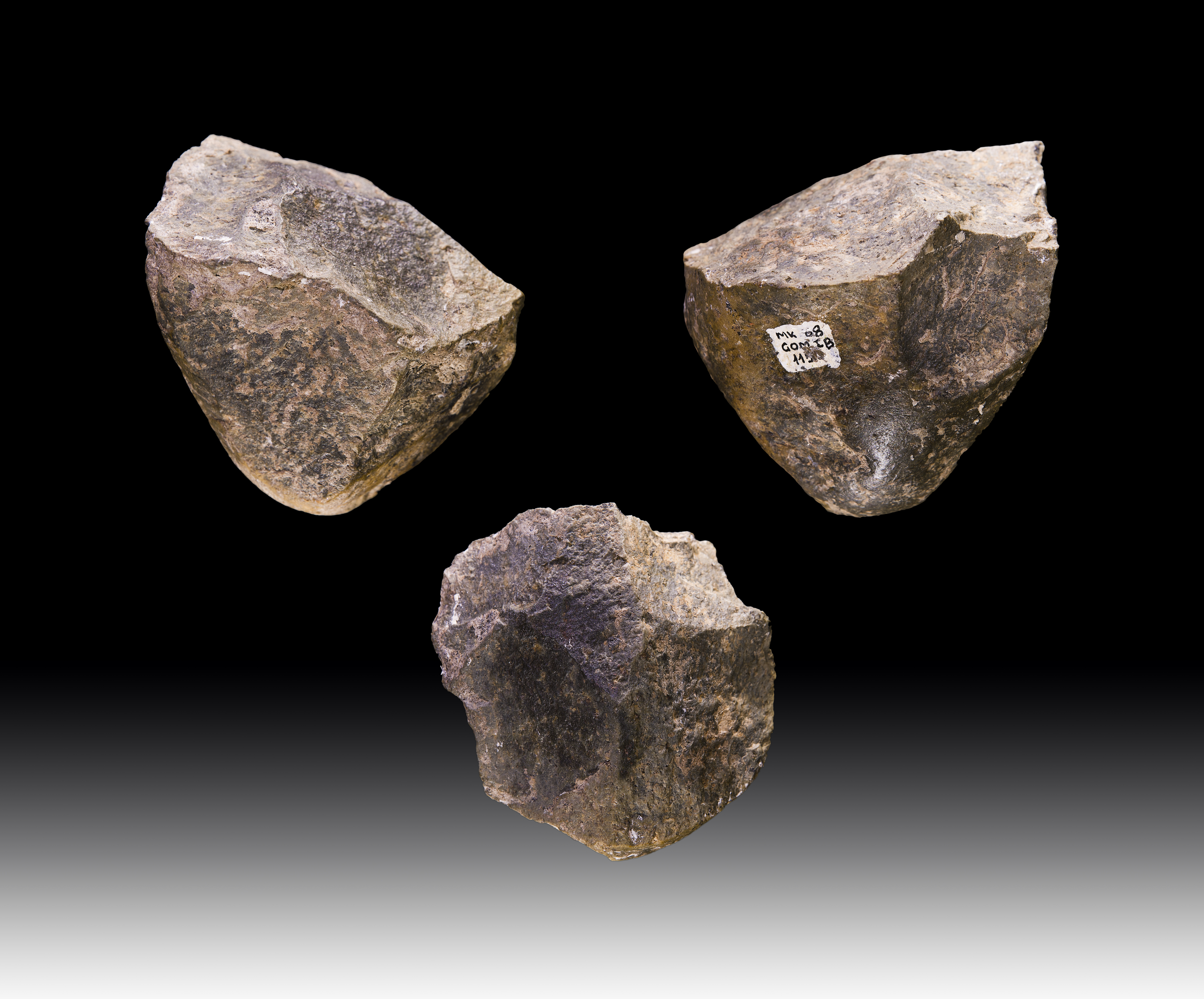
حضارة أولدواي نحو 1.7 مليون سنة مضت في عفار ، الحبشة.

فحقبة العصر الحجري القديم المبكر استمرت منذ 2.5 مليون سنة وحتى 200 ألف سنة، وهي تشمل تسجيلات لصناعة الأدوات الحجرية. وهي تسجيل للتاريخ التطوري لإنسان جنس «هومو» حيث نشأ في شرق أفريقيا، حضارة أولدواي في الوادي المتصدع الكبير، إحدى مناطق تنزانيا، والحبشة والعفر. وانتشر الإنسان الأول منها إلى الشرق الأوسط ثم إلى أوراسيا. وظهرت صناعاته في منطقة «وادي تصدع أولدواي بشمال تنزانيا». ويطلق على تلك الحضارة المرحلة الأولدوانية (Oldowan أو Oldway). وكانت الصناعات اليدوية الحجرية بسيطة وأولية.
عاش الإنسان في هذا العصر متنقلاً، معتمداً في غذائه على الصيد وجمع النباتات والثمار. واستخدم بعض الأدوات للقطع والكشط التي صنع بعضها من حجر الصوان. تلك الأدوات الحجرية البسيطة التي كان يستخدمها الإنسان الأول لقطع اللحم والجلود، ويقتلع بواسطها من يجمعه من جذور نباتات. كما استخدم أدوات من العظم واستخدم الخشب والجلود.
عن طريق تلك الأدوات الحجرية يدرس علماء الآثار والتاريخ تاريخ القناصون - الجماعون من البشر في العصور السحيقة. وتشير المعثورات والهياكل العظمية التي عثر عليها حتى الآن للاسلاف إلى أنه كان يوجد في فجر العصر الحجري نوعان من أسلاف البشر- عثر عليهما - أحدهما جنس «هومو» والثاني جنس أسترالوبيثيكس. وخلال العصر الحجري، تولد منهما أنواع جديدة من البشر آخرها الإنسان العاقل (Homo sapiens) ومنه ينحدر الإنسان الحالي منذ نحو 12 ألف سنة.

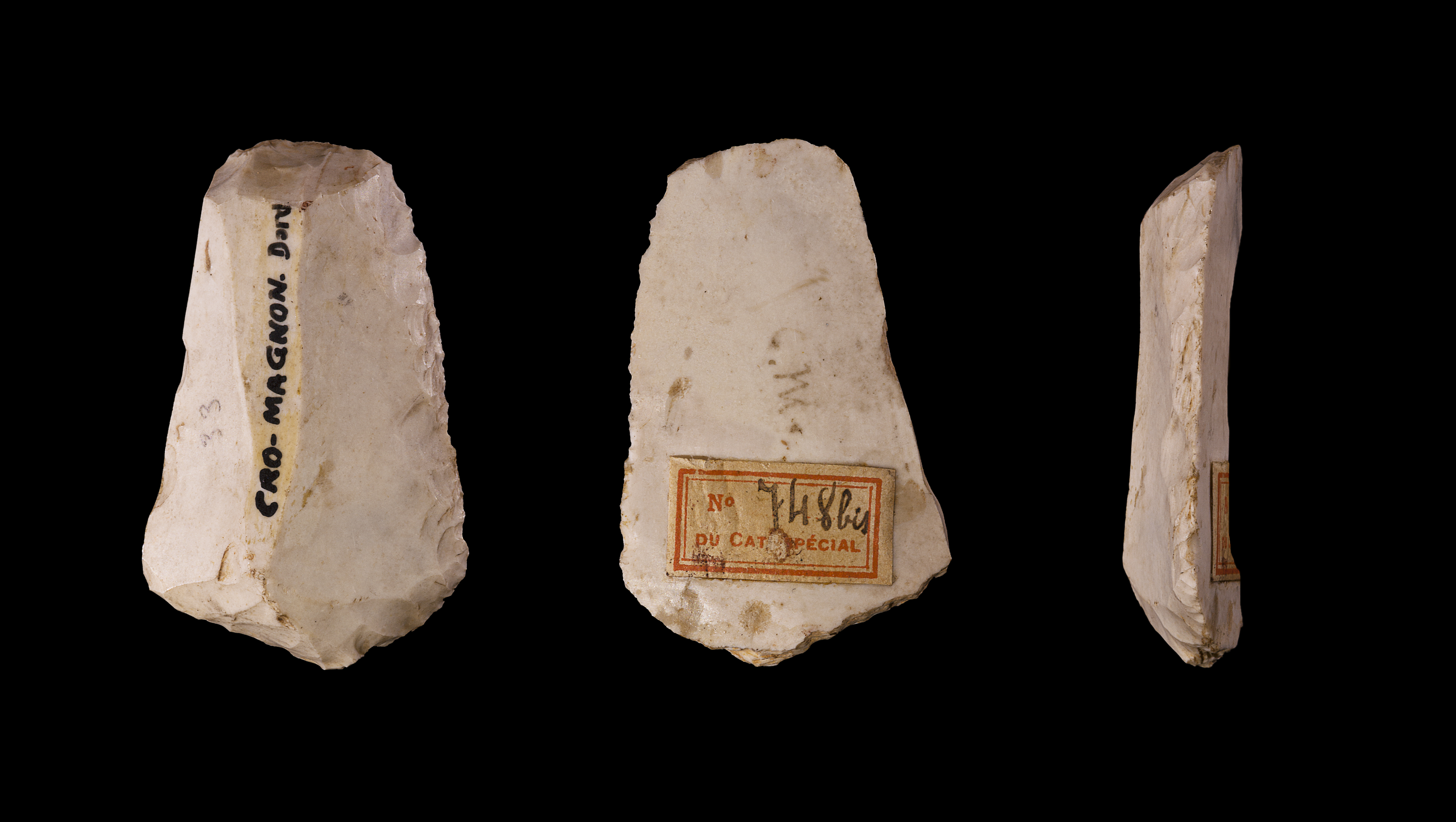
أدوات من مجموعة لويس لارتيت لإنسان من الكرومانيون (قبل 43.000 سنة).

طور الإنسان القديم تقنيته في تصنيع أدواته الحجرية التي ساعدته في حياته وطورت معيشته. فقد عاش الإنسان القديم من فصيلة «هومو» ومن جاؤا من بعده نياندرتال (150 ألف - 30 ألف سنة مضت) والكرومانيون (قبل نحو 43 ألف سنة) على الصيد وجمع الثمار والجذور.
وتشير الدراسات إلى أن الإنسان العاقل Homo Sapien قد تطور أولا في أفريقيا ثم انتشر إلى أوراسيا حيث كان يعيش النياندرتال قبل نحو 150 ألف سنة وعاشا سويا حتى انقرض النيادرتال قبل نحو 30 ألف سنة. كما تشير دراسات بالتحليل الجيني - قامت بها جامعة لايبزيغ، ألمانيا - إلى أنه حدث تزاوج في بعض الحالات بين الهومو سابين والنياندرتال، مما أدى إلى وجود نحو 4% من جينات النياندرتال في جينات سكان أوروبا الحاليين.

## الجغرافيا القديمة والمناخ
يتزامن العصر الحجري القديم بشكل كامل تقريبًا مع حقبة العصر الحديث الأقرب من الزمن الجيولوجي، التي استمرت منذ  2.6مليون عام حتى 12 ألف عام مضت. شهدت هذه الحقبة تغيرات جغرافية ومناخية هامة كان لها تأثير على المجتمعات البشرية.
خلال العصر البلوسيني السابق، تواصل انجراف الصفائح التكتونية من مسافة تبلغ حتى 250 كيلومتر (160 ميل) من مواقعها إلى مواقع لا تبعد سوى 70 كيلومتر (43 ميل) عن موقعها الحالي. وباتت أمريكا الجنوبية مرتبطة بأمريكا الشمالية عن طريق برزخ بنما، الأمر الذي وضع نهاية شبه تامة للحيوانات الشقبانية المميزة الموجودة في أمريكا الجنوبية. كان لتشكل البرزخ تبعات وخيمة على درجات الحرارة العالمية، لأن تيارات محيطات خط الاستواء الدافئة كانت معزولة، ولأن مياه القطب الجنوبي ومياه القطب الشمالي الباردة خفضت من درجات الحرارة في المحيط الأطلسي الذي بات معزولًا.
تشكل الجزء الأكبر من أمريكا الوسطى خلال العصر البلوسيني وربطت قارتي أمريكا الجنوبية وأمريكا الشمالية، الأمر الذي أتاح لحيوانات هذه القارة مغادرة مساكنها الأصلية واستيطان مناطق جديدة. أدى تصادم قارة أفريقيا مع قارة آسيا إلى تشكل البحر الأبيض المتوسط، الأمر الذي تسبب بعزل بقايا محيط تيثس. خلال العصر الحديث الأقرب، كانت القارات الحديثة في مواقعها الحالية بشكل رئيسي، ومن المحتمل أن الصفائح التكتونية التي جلست عليها هذه القارات قد تحركت مسافة 100 كيلومتر على أقصى تقدير عن بعضها بعضًا منذ بداية الفترة.
أصبحت المناخات خلال العصر البلوسيني أكثر برودة وجفافًا وموسمية، بشكل مشابه للمناخات الحديثة. ونمت الصفائح الجليدية على القارة القطبية الجنوبية. وما يشير إلى تكون الغطاء الجليدي في القطب الشمالي قبل نحو 3 ملايين عام هو التحول المفاجئ في نسب نظائر الأوكسجين والحصى الجليدية في قاع شمال المحيط الأطلسي وشمال المحيط الهادئ. من المحتمل أن التجلد في منتصف خطوط قد بدأ قبل نهاية تلك الحقبة. ومن المحتمل أيضًا أن يكون التبريد العالمي الذي حدث خلال العصر البلوسيني قد أدى إلى اختفاء الغابات وانتشار السافانا والأراض العشبية. تميز مناخ العصر الحديث الأقرب بدورات جليدية متكررة دُفعت خلالها الصفائح الجليدية القارية إلى دائرة العرض 40 في بعض الأماكن.

## نمط حياة الإنسان
بشكل تقريبي، تأتي كل معرفتنا عن ثقافة العصر الحجري القديم ونمط الحياة خلاله من علم الآثار ومقارنات وصف الأعراق البشرية مع الثقافات الحديثة التي اعتمدت على الصيد وجمع الثمار مثل ثقافة شعب كونغ الذين عاشوا بشكل مشابه لأسلافهم في العصر الحجري القديم. كان الاقتصاد التقليدي لمجتمع عصر حجري قديم اقتصاد صيد وجمع ثمار. اصطاد البشر الحيوانات البرية من أجل اللحم وجمعوا الطعام والحطب والمواد اللازمة لأدواتهم أو ملابسهم أو ملاجئهم.
كانت الكثافة السكانية البشرية منخفضة بشدة، إذ لم تبلغ سوى  0.4نسمة لكل كيلومتر مربع (1 ميل مربع). كان هذا على الأرجح بسبب انخفاض نسبة الدهون في الجسم وقتل الرضيع ومشاركة النساء بانتظام في تمارين التحمل الشديدة وفطام الرضع المتأخر ونمط الحياة البدوي. وشأنهم شأن الصيادين وجامعي الثمار المعاصرين، تمتع البشر في العصر الحجري القديم بوفرة من أوقات الفراغ لا مثيل لها في كل من المجتمعات الزراعية في العصر الحجري الحديث والمجتمعات الصناعية الحديثة. في نهاية العصر الحجري القديم، وبشكل خاص في العصر الحجري القديم المتوسط والأعلى، بدأ البشر بإنتاج أعمال فنية مثل رسوم الكهوف والفن الصخري والمجوهرات وبدأوا بالانخراط في سلوكيات دينية مثل الدفن والشعائر.

### التوزيع

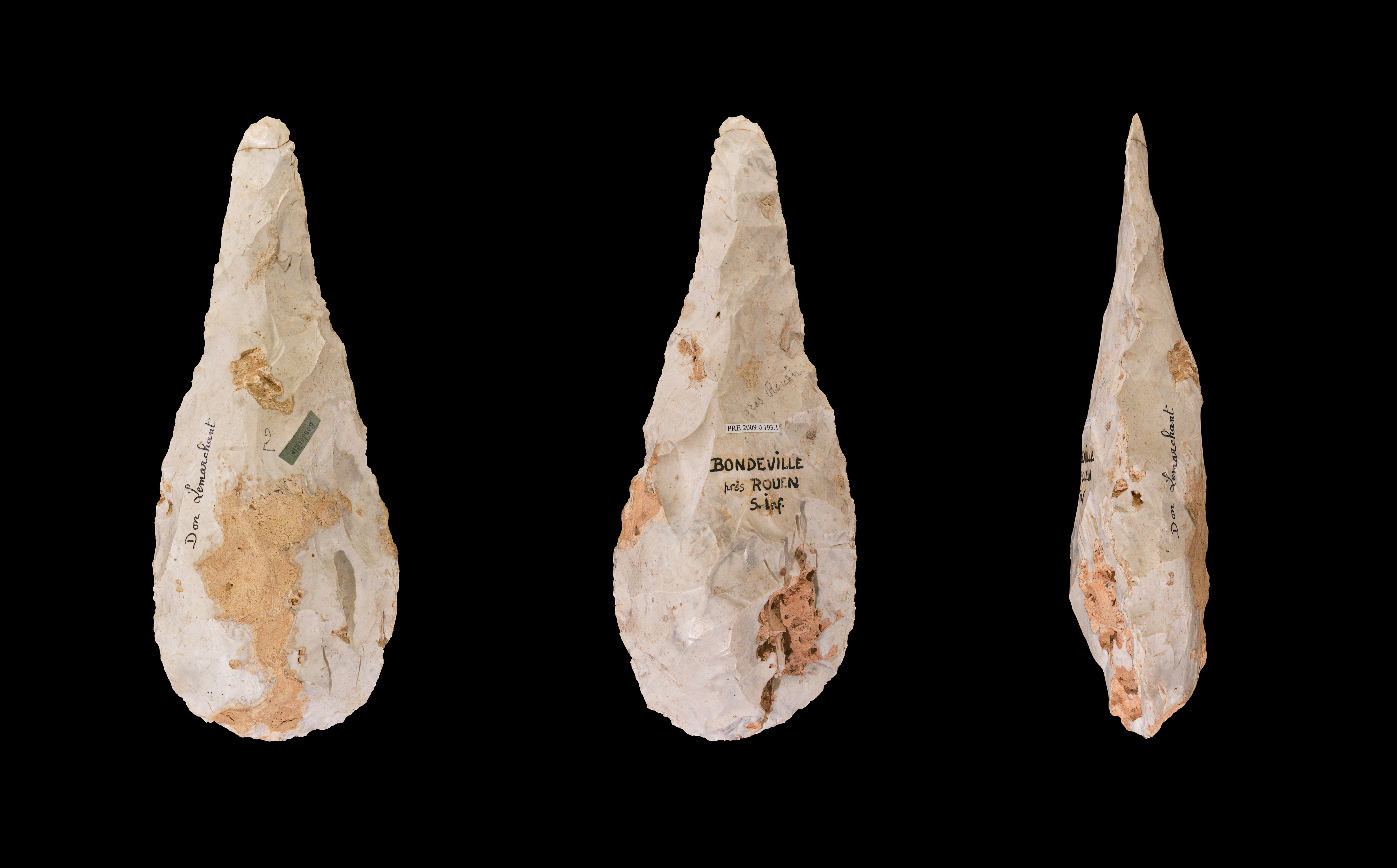
فؤوس حجرية من "ميكوك" من العصر الحجري الأوسط (60.000 - 40.000 سنة مضت).

في بداية العصر الحجري القديم، عُثر على بشراناوات بشكل أساسي في شرق أفريقيا، شرق الوادي المتصدع الكبير. ومعظم أحفوريات البشراناوات المعروفة والتي يعود تاريخها إلى قبل أكثر من مليون عام موجودة في هذه المنطقة، ولا سيما في كينيا وتنزانيا وإثيوبيا.
وفي الفترة الواقعة بين 2 مليون عام ومليون 500 ألف عام بدأت مجموعات من البشراناوات بمغادرة أفريقيا والاستقرار في جنوب أوروبا وآسيا. استوطِن جنوب القوقاز قبل نحو مليون و700 ألف عام تقريبًا، واستوطنت الصين قبل نحو مليون و660 ألف عام. ومع حلول نهاية العصر الحجري القديم الأدنى، كان أفراد عائلة البشراناوات يعيشون في ما يُعرف اليوم بالصين وغربي أندونيسيا وفي أوروبا وحول البحر الأبيض المتوسط وفي أقصى الشمال كإنغلترا وفرنسا وجنوبي ألمانيا وبلغاريا. وربما قد حد عدم سيطرتهم على الحرائق من توسعهم نحو الشمال: تشير الدراسات لاستيطان الكهوف في أوروبا إلى عدم وجود استخدام منتظم للنار قبل ما بين 400 ألف عام و300 ألف عام تقريبًا.
غالبًا ما تصنف أحفوريات شرق آسيا من هذه الفترة ضمن جنس الإنسان المنتصب. ولا يتوافر سوى القليل جدًا من الأدلة الأحفورية في مواقع العصري الحجري القديم الأدنى في أوروبا، إلا أنه من المعتقد أن البشراناوات الذي سكنوا في هذه المواقع كانوا أيضًا ضمن فئة الإنسان المنتصب. ليس ثمة دليل على وجود البشراناوات في أمريكا أو أستراليا أو في أي مكان آخر تقريبًا في أوقيانوسيا خلال هذه الفترة.
ما تزال مصائر هؤلاء المستوطنين الأوائل، وعلاقتهم بالإنسان الحديث، محل جدل. وفقًا للنماذج الأثرية والجينية الحالية، كان هناك ما لا يقل عن حدثيّ توسع بارزين أعقبا الوصول إلى أوراسيا قبل ما بين مليوني عام ومليون 500 ألف عام مضت. قبل نحو 500 ألف عام مضت، جاءت من أفريقيا مجموعة من البشر الأوائل، عادة ما يسمون إنسان هايدلبيرج، إلى أوروبا وتطورت في نهاية الأمر إلى هومو نياندرثالينسيس (نياندرتال). وفي العصر الحجري القديم الأوسط، كان إنسان النياندرتال موجودًا في الإقليم الذي يُعرف اليوم ببولندا.
انقرض كل من الإنسان المنتصب والنياندرتال مع حلول نهاية العصر الحجري القديم. ومع انحداره من الإنسان العاقل، ظهر الإنسان العاقل العاقل الحديث تشريحيًا في شرق أفريقيا قبل 200 ألف عام تقريبًا، وغادر أفريقيا قبل نحو 50 ألف عام وانتشر في جميع أنحاء الكوكب. تعايشت مجموعات متعددة من البشرانيات لفترة من الوقت في بعض المواقع. وعُثر أيضًا على هومو نياندرثالينسيس يعود تاريخه إلى قبل 30 ألف عام في أجزاء من أوراسيا، ودخل في درجة غير معروفة من التزاوج مع الإنسان العاقل العاقل. تشير دراسات الحمض النووي أيضًا إلى درجة غير معروفة من التزاوج بين الإنسان العاقل العاقل والدينيسوفان. كانت أحفوريات البشراناوات التي لا تنتمي إلى الهومو نياندرثالينسيس ولا إلى الإنسان العاقل، التي وُجدت في أندونيسيا وجبال ألتاي، عبارة عن كربون مشع يعود تاريخه إلى 30 ألف عام تقريبًا و40 ألف عام تقريبًا و17 ألف عام تقريبًا على التوالي.

خلال فترة العصر الحجري القديم، بقي التعداد السكاني للبشر منخفضًا، ولا سيما خارج الإقليم الاستوائي. ومن المحتمل أن يكون متوسط عدد من سكنوا أوروبا قبل ما بين 16 ألف عام و11 ألف عام مضت نحو 30 ألف فردًا، حتى أن العدد كان أقل من ذلك قبل ما بين 40 ألف عام و16 ألف عام مضت، إذ بلغ التعداد ما بين 4000 و6000 فردًا. وعلى الرغم من ذلك، عُثر على بقايا الآلاف من الحيوانات المذبوحة والأدوات التي صنعها البشر في العصر الحجري القديم في لابا دو بيكاريرو، وهو كهف في البرتغال يعود تاريخه إلى ما بين 41 ألف عام و38 ألف عام مضت. 

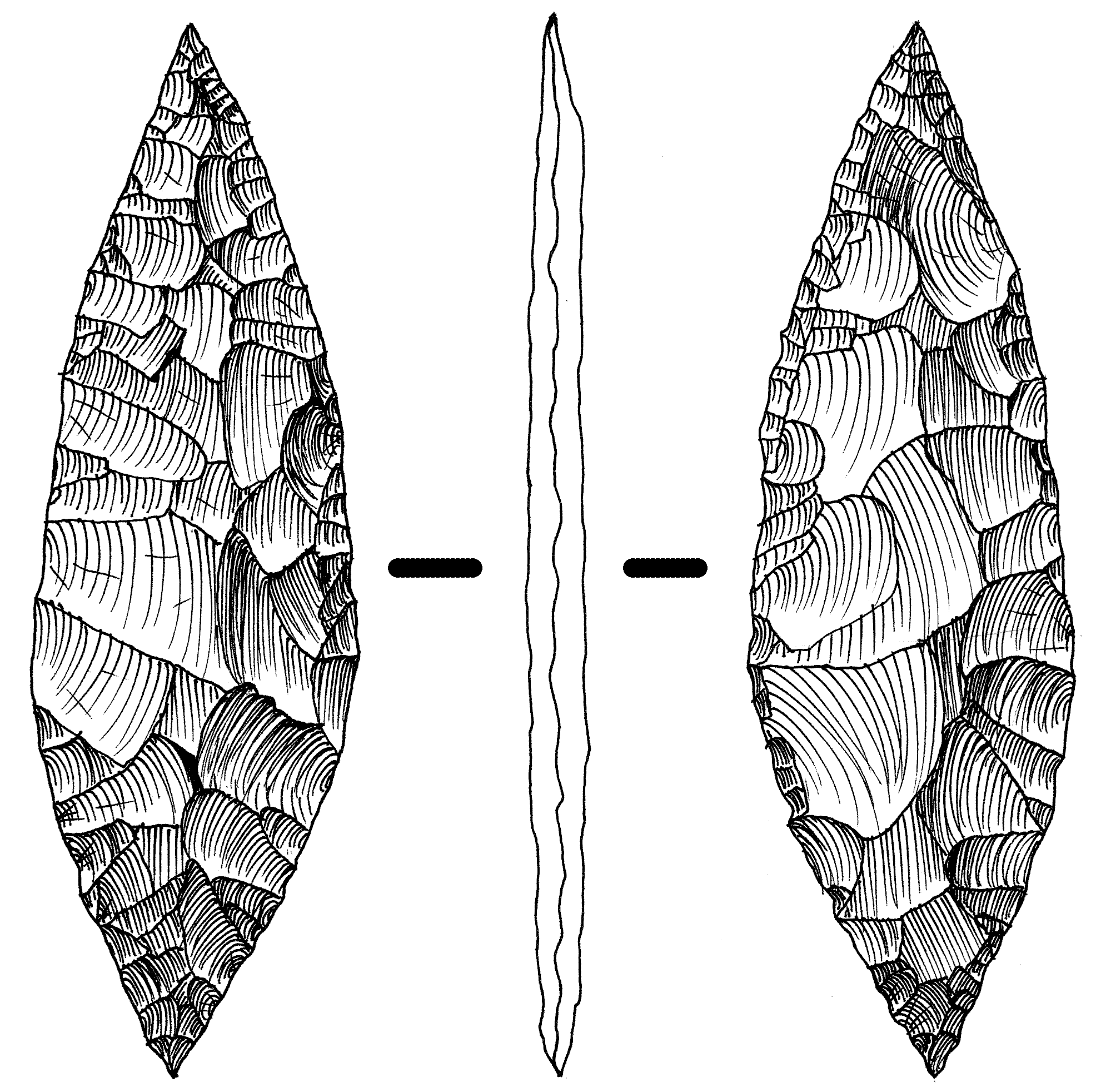
أحجار من العصر الحجري الحديث من " سولوترين" إسبانيا.

## أهم الأحداث التاريخية
- ظهور الإنسان في إفريقيا الشرقية حوالي 3 ملايين سنة
- صناعة الأدوات الحجرية
- تحكم الإنسان القديم في النار
- تدجين النار
- حياة الترحال والعيش على اللقط والصيد

## انتشار البشر
في بداية العصر الحجري القديم ظهر الإنسان (باللاتينية: هومو) في شرق أفريقيا، شرقا من الوادي المتصدع الكبير. معظم المعثورات التي يرجع تاريخها إلى مليون سنة أو أقدم وجدت في هذه المنطقة، وعلى وجه التحديد في تنزانيا وكينيا والحبشة.
قبل 1.5 - 2 مليون سنة بدأت مجموعات من أشباه البشر (hominids) تغادر أفريقيا إلى جنوب أوروبا وآسيا. وعاش الإنسان الأول قبل 1.7 مليون سنة في جنوب القوقاز، وفي الصين قبل نحو 1.66 مليون سنة.

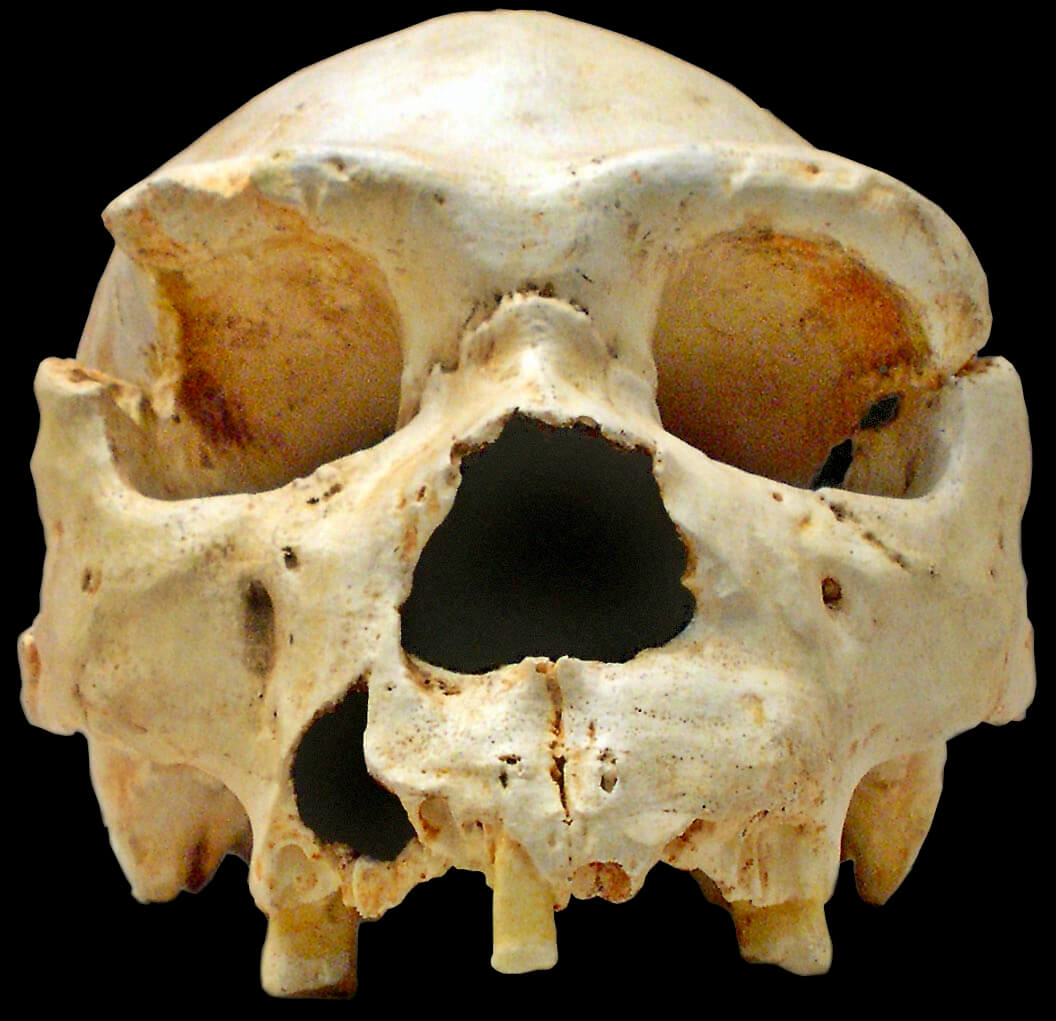
جمجمة إنسان هايدلبيرغ الذي يعتبر سلف الهومو سابينس وإنسان نياندرتال. يبلغ عمر الجمجمة 500.000 - 400.000 سنة سبقت.

وعند نهاية العصر الحجري القديم كان الإنسان الأول يعيش في الصين وغرب إندونيسيا وفي أوروبا وحول البحر المتوسط، وكذلك كان قد وصل إلى إنجلترا وجنوب ألمانيا وبلغاريا. وربما كان العائق أمام انتشارهم شمال تلك المناطق هو عدم سيطرتهم على النار: فإن دراسة الكهوف التي عاشوا فيها في أوروبا لا تشير إلى استخدامهم النار قبل 400 ألف - 300 ألف سنة.
وتنتمي الأحفورات التي عثر عليها في شرق آسيا في ذلك العصر إلى الإنسان المنتصب (Homo erectus). لم يعثر على احفورات كثيرة من عصر الحجري القديم المبكر في أوروبا، ولكن يعتقد أن الإنسان الذي عاش هنا كان مشابها للإنسان المنتصب. ولا توجد إشارات إلى وجود هذا الجنس في أمريكا أو أستراليا ولا فيجزر المحيط الهادي في هذاه الحقبة.

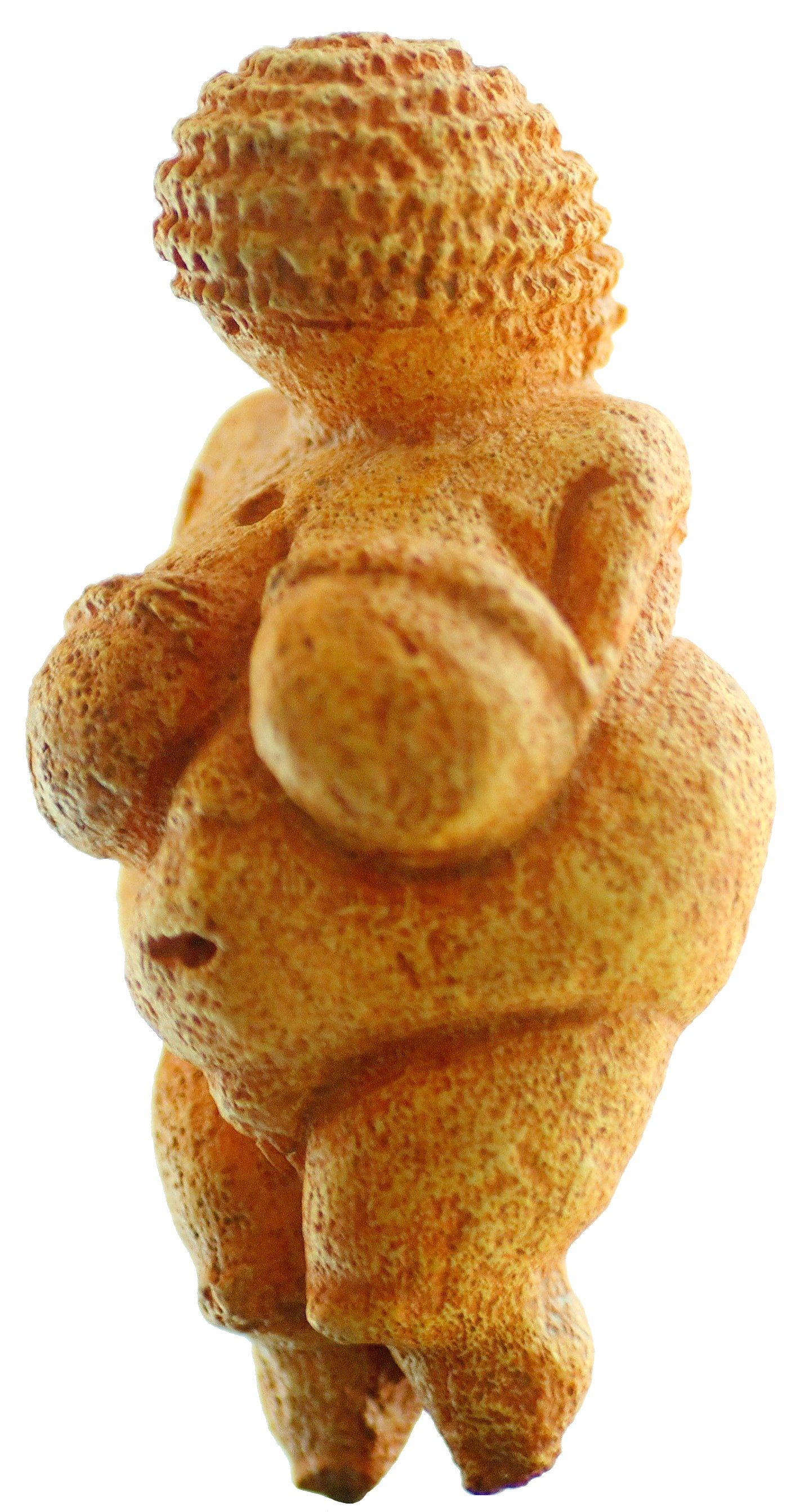
تمثال فينوس ولندروف ، عثر عليه في النمسا ويقدر عمره بين 28.000 إلى 25.000 سنة قبل الميلاد ـ ويعتبر من أقدم التماثيل التي صنعها الإنسان.

ولا تزال علاقة هؤلاء النازحين بالإنسان الحديث تحت الدراسة. وطبقا لمعلوماتنا الحالية التي حصلنا عليها من الحفريات ومن تحليل الجينات أنه حدث انتشار للإنسان مرتين على الأقل إلى أسيا وأوروبا قبل 2 - 1.5 مليون سنة . ونحو 500 ألف نزحت مجموعة من الإنسان تسمى إنسان هايدلبيرغ إلى أوروبا من أفريقيا وربما تتطورت هذه إلى إنسان نياندرتال. واندثر الإنسان المنتصب وإنسان نياندرتال عند نهاية العصر الحجري القديم، وجاء من بعدهما موجة من الإنسان العاقل (Homo sapiens) يشبه في تكوينه الإنسان المعاصر. ظهر هؤلاء الهومو سابينس في شرق أفريقيا نحو 200 ألف سنة قبل الميلاد وغادروا أفريقيا نحو 50 ألف سنة قبل الميلاد وانتشروا في كل الأرض.
ومن المرجح أن تلك المجموعات عاشت جنبا إلى جنب من ذلك العصر في بعض المناطق. فقد كان النياندرتال لا يزال في أوراسيا حتى 30 ألف سنة سبقت. كما يرجح أنه حدث بعض التماوج بين النياندرتال والهومو سابينس. كما عثر على احفورات لبشر في ألتاي وفي إندونيسيا لا تنتمي جيناتها لا لإنسان نياندرتال ولا للهومو سابينس. وقد عينت أعمار أحفورات التاي وإندونيسيا بطريقة الكربون-14 المشع واتضح ان أعمارها 40 ألف - 30 ألف سنة قبل الميلاد و17 ألف قبل الميلاد على التوالي.
حدث تطور هائل خلال العصرالحجري القديم الأوسط والعصر الحجري القديم الحديث أتيح للإنسان الوصول إلى مناطق لم يصلها من قبل. فخلال العصر الحجري القديم الأوسط (Middle Paleolithic) كان النياندرتال يعيش في بولندا، كما وطئت أقدام الإنسان البدائي أستراليا بين 50 ألف - 40 ألف سنة قبل الميلاد. وعاش الإنسان قبل نحو 45 ألف سنة شمال خط عرض 61° في أوروبا.
ووصل الهومو سابينس اليابان نحو 30 ألف سنة قبل الميلاد، وعاش في سيبيريا فبل نحو 27 ألف قبل الميلاد في مناطق قطبية. وعند نهاية العصر الحجري القديم العلوي (الحديث) (Upper Paleolithic) عبرت مجموعة من الإنسان العاقل مضيق برينغ وانتشرت سريعا في أمريكا الشمالية وأمريكا الجنوبية. وانخفض عدد سكان أوراسيا خلال العصر الجليدي (27 ألف إلى 16 ألف قبل الميلاد) ولكنها استعمرت ثانيا عند حلول الدفء وانزياح الجليد.
خلال العصر الحجري القديم كله كانت أعداد البشر لا تزال منخفضة، وبصفة خاصة خارج المناطق الاستوائية. ويقدر تعداد الإنسان في أوروبا نحو 30 ألف شخص مابين السنوات 16 ألف حتى 11 ألف قبل الميلاد، وفي فترة السنوات 40 ألف - 16 ألف قبل الميلاد ربما كان تعداد السكان فيها 4000 إلى 6000 شخص.